# 經濟動能推升方案
經濟動能推升方案是中華民國政府2012年提出的一種經濟策略，鑒於面臨歐債危機、工業國家經濟成長不如預期、新興市場成長減速、區域經濟整合興起影響出口等國際經濟情勢變化，中華民國（臺灣）行政院於2012年2月6日由政務委員管中閔擔任召集人，成立「國際經濟景氣因應小組」，召開多次跨部會會議，以「體制調整」與「法規鬆綁」為主軸研議因應方案。
並於9月11日正式公布由經濟建設委員會彙整各部會提案所完成之「經濟動能推升方案」，作為未來落實推動的重要依據，除提升台灣經濟景氣因應能力之外，亦藉此改善台灣產業體質，解決國內產業結構失衡及人力供需失調等內在問題，堪稱為一兼顧短、中、長期經濟發展之綜合性方案。

## 概要
除責成各相關部會研擬因應方案及具體行動計畫外，行政院陳冲院長並親自於8月間召開5場次針對國際經貿、能源、金融、會展與觀光、人力資源等五大面向之「財經議題研商會議」，邀請工商團體及勞工團體代表提出建言，並於會後將會議共識納入方案。
- 自由經濟示範區
- 執行「穩金融」、「平物價」、「增就業」、「促投資」、「助產業」、「旺消費」、「拼出口」等七大策略
- 兩岸服務業、貨品貿易協定
- 兩岸觀光客自由行
- 新鄭和計畫
- 三業四化
- 合宜住宅加速興建活化公有土地
- 加速擴大民間參與公共建設及都市更新
- 全台設置LED路燈[1]

## 爭議
- 配合經濟動能推升方案，行政院推出政策於電視媒體與Youtube （页面存档备份，存于）上播出，內容強調「此方案真的很複雜」、「無法用簡單的幾句話說明清楚」
- 隨後受到網友批評該廣告太腦殘 （页面存档备份，存于）、史上最爛宣傳 （页面存档备份，存于）並在 Youtube 上被檢舉為詐騙宣傳[2]。
- 行政院隨後表示，此廣告是出自於當時已下台的行政院發言人胡幼偉的策劃。[3]
- 口號治國：由於當時閣員可以「上達天聽」直接與總統馬英九回報及下令，等於架空閣揆的行政權力，因此部會間各自為政且未有配套甚或未提出施政方法的狀況形成致命傷。

## 外部連結
- 經濟動能推升方案
- 經濟建設委員會 （页面存档备份，存于）
- 行政院-經濟景氣因應方案102年執行考核